# Theatertreffen der Jugend 2010 bis 2019
Sämtliche zum Theatertreffen der Jugend eingeladene Inszenierungen von 2010 bis 2019.

## 31. Theatertreffen der Jugend 2010
21. bis 29. Mai 2010
- Theater Baden-Baden/Spielclub U22 – Zu schön für diese Welt – Eigenproduktion
- Deutsches Theater Berlin/Junges DT – Aussteigen auf freier Strecke – Eigenproduktion
- Volksbühne Berlin/P14 Jugendtheater –  Paulina sulla spiaggia – Eigenproduktion
- Junges Schauspiel Hannover – girls! girls! girls! Ein Tanztheaterprojekt über Mädchen – Eigenproduktion
- Theatergruppe am Goethe 8–10, Düsseldorf – Müssen nur Wollen – Eigenproduktion
- Kooperation der Marienschule mit dem KRESCHtheater, Krefeld – Parese frei nach William Shakespeare: Hamlet
- Tanztheater Hagazussa der Marienschule Münster – SELBSTauslöser – Eigenproduktion
- Schauspielhaus Chemnitz/TheaterJugendClub „Die KarateMilchTiger“ – Revolution Reloaded nach Friedrich Schiller: Die Räuber

## 32. Theatertreffen der Jugend 2011
27. Mai bis 4. Juni 2011
- Ehemaliger Grundkurs Dramatisches Gestalten des Carl-Orff-Gymnasiums, Unterschleißheim (Bayern) – Mutter Kuhranch oder wie Aristoteles Brecht post mortem 2:0 besiegte – Eigenproduktion
- Ballhaus Naunynstraße/akademie der autodidakten – Ferienlager – Die 3. Generation – Eigenproduktion
- „Beate und die greenhorns“, Freie Waldorfschule Kreuzberg, Berlin – Blaubar – Hoffnung der Frauen von Dea Loher
- Deutsches Theater Berlin/Junges DT – Clash – Eigenproduktion
- TheaterGrueneSosse, Junges Ensemble, Frankfurt am Main – Testosteron – Eigenproduktion
- TAGGS – Theatergruppe am Goethe-Gymnasium Schwerin (Mecklenburg-Vorpommern) – Ausarten. Um uns und die Kunst! – Eigenproduktion
- Ingo Toben und Forum Freies Theater, Düsseldorf – Liberation is a journey – Eigenproduktion
- Schauspielhaus Chemnitz/TheaterJugendClub „Die KarateMilchTiger“ – Don’t cry for me, baby nach William Shakespeare: Romeo und Julia

## 33. Theatertreffen der Jugend 2012
25. Mai bis 1. Juni 2012
- Junges Schauspiel Hannover/theater mobil – Salam, Shalom, we came to organise your peace. a tale about german confusion.
- JugendtheaterBüro Berlin – Keiner hat mich gefragt
- Rheinische Rebellen 2.0, Köln – Fluch der Hoffnung
- Cactus Junges Theater, Münster – 2+x Welten
- TEGS – Theatergruppe Ernst-Göbel-Schule, Höchst im Odenwald (Hessen) – Adam, Eisbär, weiß wer ... nach Heinrich von Kleist: Der zerbrochne Krug
- Volksbühne Berlin/P14 Jugendtheater – FLEISCH – ich bin ich, du bist du und es geht schlecht
- KRESCHstadtjugendtheater/Marienschule, Krefeld – Frühlings Erwachen sehr frei nach Frank Wedekind
- Jugendclub DREI Junges Ensemble Stuttgart – Generation S

## 34. Theatertreffen der Jugend 2013
24. Mai bis 1. Juni 2013
- Junges Schauspielhaus Düsseldorf – Almost Lovers – ein Theater Mobil Projekt
- Theater Bielefeld /Ensemble Parallele Welten I – Parallele Welten – Die Insel
- Theater o.N./Freie Jugendtheatergruppe Hellersdorf – hell erzählen
- poco*mania, Theatergruppe an der Käthe-Kollwitz-Gesamtschule, Grevenbroich – Lochland
- spinaTheater – junges ensemble solingen – 99 Prozent
- Theater an der Parkaue/Junges Staatstheater Berlin, Parkaue-Club 4 – Romeo und Julia
- Theater Performance Kunst RAMPIG, Heidelberg – Hamlet
- Ballhaus Naunynstraße/akademie der autodidakten – Urban Sounds Clash Classic

## 35. Theatertreffen der Jugend 2014
30. Mai bis 7. Juni 2014
- poco*mania, Theatergruppe an der Käthe-Kollwitz-Gesamtschule, Grevenbroich – als wär’s ein Stück von mir …
- TAGGS – Theatergruppe am Goethe-Gymnasium Schwerin (Mecklenburg-Vorpommern) – Freiheit und Demokratie, du Wichser!
- Familie Eschenbach, Alexander-von-Humboldt-Gymnasium Greifswald (Mecklenburg-Vorpommern) – Looking for Parzival
- Jugendinitiative „KarateMilchTiger unplugged“, Chemnitz – Love Life Reality
- JugendtheaterBüro Berlin – 90/60/90: Rollenscheiß!
- Münchner Kammerspiele/M8MIT! – Jugendclub – PUNK ROCK von Simon Stephens
- Theaterensemble der Stadtteilschule Blankenese, Hamburg – Syrien – Der Krieg im Menschen
- Theater an der Parkaue/Junges Staatstheater Berlin – Wenn du nicht mehr da bist

## 36. Theatertreffen der Jugend 2015
- Junges DT, Berlin – Alice von Lewis Carroll
- Junges Schauspiel Frankfurt, Hessen – ANNE Projekt zu Anne Frank von Martina Droste
- NEUE STERNE / Hajusom, Hamburg – das gender_ding
- Theatergruppe „Wo ist Zukunft“ der Brandenburgischen Schule für Blinde und Sehbehinderte, Königs Wusterhausen, Brandenburg – Die Unberührbaren
- Die Bürgerbühne im Staatsschauspiel Dresden, Sachsen – Katzelmacher von Rainer Werner Fassbinder
- Jugendclub von GORKI X „Die Aktionist*innen“ am Maxim Gorki Theater, Berlin – Kritische Masse
- EMAtheater, Theater-AG des Ernst-Moritz-Arndt-Gymnasiums, Remscheid, Nordrhein-Westfalen – Late in the night …
- Junges Schauspielhaus – ein Theater Mobil-Projekt, Düsseldorf, Nordrhein-Westfalen – Söhne wie wir – mach dir keine Sorgen, Mama!

## 37. Theatertreffen der Jugend 2016
- Parallele Welten III, Theater Bielefeld, Nordrhein-Westfalen – EHRLOS
- Projekt mit jugendlichen Geflüchteten und dem Jugendclub Junges Schauspiel Frankfurt, Hessen – Frankfurt Babel
- Chicks* freies Performancekollektiv Jesse, Kallenbach – LANDSCHAFT mit CHICKS. how to bleed one week a month
- P14 Jugendtheater der Volksbühne am Rosa-Luxemburg-Platz Berlin – Lena und Leonce. Wie der Kosmos das Chaos suchte und nicht fand.
- akademie der autodidakten im Ballhaus Naunynstraße, Berlin – One day I went to *idl
- rohestheater, Theatergruppe der Mies-van-der-Rohe-Schule Berufskolleg für Technik der Städteregion Aachen, Nordrhein-Westfalen – prima klima
- Tanztheater Lysistrate am Goethe-Gymnasium Schwerin, Mecklenburg-Vorpommern – TrotzTdem!
- Theaterjugendclub „Sorry, eh!“ am Schauspiel Leipzig – Wunderland nach Gesine Danckwart

## 38. Theatertreffen der Jugend 2017
- KOM’MA Theater, Jugendclub II Duisburg, Nordrhein-Westfalen – Bartleby – Zur Vermessung des Widerstandes nach Herman Melville
- Theatergruppe Wunderbar, Stadttheater Minden, Nordrhein-Westfalen – Blick nach vorn
- Theater-AG der 12. Klasse Waldorfschule Freiburg-Rieselfeld, Baden-Württemberg – Das bin ich nicht Szenencollage
- Balljugend-Club am Jungen Schauspiel Hannover, Niedersachsen  – Katzelmacher nach Rainer Werner Fassbinder
- Piccolo Jugendklub, Piccolo Theater Cottbus, Brandenburg  – sag alles ab
- akademie der autodidakten am Ballhaus Naunynstraße Berlin, Berlin – Sesperado – Revolution of Color
- Maxim Gorki Theater Berlin, Berlin  – Stören
- EchtEinstein – Theater AG der Albert-Einstein-Schule Groß-Bieberau, Hessen – TWAILAIT nach Filmen der „Twilight Saga“

## 39. Theatertreffen der Jugend 2018
- FAMILIE RANGARANG vom c.t.201 Freies Theater Köln in Kooperation mit dem theaterkohlenpott Herne und dem COMEDIA Theater Köln, Nordrhein-Westfalen – Being Peer Gynt nach Henrik Ibsen
- JUNGE PRINZ*ESSINNEN 15+ am Prinzregenttheater Bochum, Nordrhein-Westfalen – Caligula von Albert Camus
- CHICKS* freies performancekollektiv Bremen – CHICKS* UNITED
- Performance-Jugendclub am Oldenburgischen Staatstheater Oldenburg, Niedersachsen – DAS GIPFELTREFFEN
- Theater-AG „Die Eleven“, Friedrich-Schleiermacher-Gymnasium Niesky in Zusammenarbeit mit KOST – Kooperation Schule und Theater in Sachsen, Niesky – Das Phantom von Uruk
- Theaterjugendclub „Sorry, eh!“, Schauspiel Leipzig, Sachsen – Einige Nachrichten an das All nach Wolfram Lotz
- Inklusives Jugendtheaterprojekt von Martina Droste und Chris Weinheimer Junges Schauspiel Frankfurt, Hessen – Erste letzte Menschen
- Theatergruppe OHNE IST SCHÖNER, Werkstattmacher e.V. Leipzig, Sachsen – SIE MÖGEN SICH

## 40. Theatertreffen der Jugend 2019
24. Mai bis 1. Juni 2019